# Стриб
Стриб (пол. Stryb, 1011 м над висотою моря) — гора в Західних Бещадах на словацько-польському кордоні.